# Megan Walsh (remera)
Megan Walsh (9 de julio de 1983) es una deportista estadounidense que compitió en remo. Ganó una medalla de plata en el Campeonato Mundial de Remo de 2009, en la prueba de cuatro scull.

## Palmarés internacional
| Campeonato Mundial | Campeonato Mundial | Campeonato Mundial | Campeonato Mundial |
| Año                | Lugar              | Medalla            | Prueba             |
| ------------------ | ------------------ | ------------------ | ------------------ |
| 2009               | Poznań (Polonia)   | Medalla de plata   | Cuatro scull       |